# Motril
Motril là một đô thị trong tỉnh Granada, Tây Ban Nha.

## Thành phố kết nghĩa
- Albardón, Argentina
- Marple, Vương quốc Anh
- Melilla, Tây Ban Nha